# Hubert Schaffmeister
Hubert Schaffmeister (* 19. Juni 1928 in Bochum; † 7. Juli 2012 in Iversheim) war ein deutscher Glasmaler und Kunstprofessor.

## Leben
Schaffmeister studierte in den 1940er Jahren an den wiedereröffneten Kölner Werkschulen Malerei bei Friedrich Vordemberge und Glasmalerei bei Wilhelm Teuwen, dessen Assistent er 1952 wurde. 1957 übernahm er den Lehrbereich Künstlerische Grundlagen, den er bis 1974 leitete.
Schaffmeisters Schwerpunkt war die sakrale Malerei. Er entwickelte eine eigene unverwechselbare Symbol- und Bildsprache in seinen Werken und wurde 1974 zum Professor für Glasmalerei ernannt. Am Kölner Dom und an zahlreichen sakralen Bauten im Rheinland sind seine Bilder auf Glas, Leinwand und Wand zu sehen. 1993, mit Schließung der Kunstabteilung im Fachbereich Kunst und Design und mit Neugründung der Kunsthochschule für Medien (KHM), verließ er die Hochschule und zog sich in sein Atelier in der Eifel zurück. Er war verheiratet mit der Bildweberin Karin Schaffmeister (1935–2013)
Hubert Schaffmeister verstarb am 7. Juli 2012.

## Werke (Auswahl)
- 19 Seitenschifffenster der Kirche der Abtei Maria Laach (1956)[2]
- 33 Glasfenster in der Kirche St. Cornelius in Viersen-Dülken (1957)[3]
- Instandsetzung und Neugestaltung der Glasfenster im Hauptschiff der Kirche St. Joseph in Köln-Dellbrück (zwischen 1989 und 1995)[4]
- Kirchenfenster: St.Mathias (in Bergneustadt) / St. Mariä Geburt (in Dahlem) /  Zum Heiligen Kreuz (in Villich)[5]
- Kirchenfenster in der Kirche Zum Göttlichen Erlöser, Köln-Rath (1973)[6]